# 1997年アイスホッケー世界選手権
1997年アイスホッケー世界選手権（第61回アイスホッケー世界選手権）は、4月21日から5月5日までフィンランドのヘルシンキ、タンペレ、トゥルクで開催された。出場した12チームが6チームずつに分けられて総当たりで対戦した後、上位4位以内に入ったチームがトーナメントで優勝争いを行った。決勝ではカナダがスウェーデンを2-1で下し21回目の優勝を飾った。
| 順位 | 国             |
| ---- | -------------- |
| 優勝 | カナダ         |
| 2位  | スウェーデン   |
| 3位  | チェコ         |
| 4位  | ロシア         |
| 5位  | フィンランド   |
| 6位  | アメリカ合衆国 |
| 7位  | ラトビア       |
| 8位  | イタリア       |
| 9位  | スロバキア     |
| 10位 | フランス       |
| 11位 | ドイツ         |
| 12位 | ノルウェー     |